# Rolf Palm (Schriftsteller)
Rolf Palm (* 1932 in Köln) Pseudonym Florian Grimm, ist ein deutscher Schriftsteller. Bekannt wurde er durch seine Arbeit als Journalist für die Zeitschrift stern und den dokumentarischen Roman über die Brücke von Remagen.

## Leben und Werk
Nach einem Sprachenstudium zum Dolmetscher für Englisch und Französisch an der staatlichen Dolmetscherschule Köln und einem Studium der Geschichte an der
Summerset Universität London arbeitete Palm als Journalist für den Kölner Stadt-Anzeiger, den stern und die Quick. Er gehörte zu den Gründern der Zeitschrift twen. Seit 1973 lebt Palm als freier Buchautor in Monte Carlo.
Sein 1985 erschienenes Buch „Die Brücke von Remagen“ diente als Vorlage für das seit 2006 von der Landesbühne Rheinland-Pfalz am Originalschauplatz, im ehemaligen Eisenbahntunnel von Erpel, aufgeführte Bühnenstück „Die Brücke“.

## Bibliographie
- Deutschland, deine Töchter. Norstar, Grünwald bei München 1969 DNB 457760567.
- (als Florian Grimm): Das Phantom von Monte Carlo. Roman. Düsseldorf, Marion von Schröder, 1983.
- Die Brücke von Remagen, der Kampf um den letzten Rheinübergang – ein dramatischer Stück deutscher Zeitgeschichte. Roman. Scherz, Bern / München 1985, ISBN 3-502-16552-1.
- Die Brücke von Remagen und die Geschichte der Schwarzen Madonna von der „Goldenen Meile“. Der dokumentarische Bericht über die dramatischen Ereignisse am Rhein im Frühjahr 1945. Der Rheinländer, Unkel 2010, ISBN 978-3-942035-12-5 (Aktualisierte, revidierte und stark erweiterte Neufassung der Erstausgabe).